# Julio Lacaud

Julio Lacaud in der Saison 1904/05

Julio Lacaud war ein französischer Fußballspieler und Schiedsrichter in Mexiko.
Er und sein Landsmann Vicente Etchegaray, ein Baske, waren in der Anfangszeit des Reforma Athletic Club die einzigen nichtenglischen Spieler des Vereins. Lacaud wirkte von der Gründung der Primera Fuerza im Jahr 1902 bis zum dritten Titelgewinn seines Vereins im Jahr 1909 in der Fußballmannschaft des Reforma AC mit. In der Saison 1903/04 wurde er Torschützenkönig der mexikanischen Liga.

## Erfolge
- Mexikanischer Meister: 1906, 1907, 1909
- Mexikanischer Pokalsieger: 1909
- Torschützenkönig: 1904 (vier Tore in acht Spielen)